# Ahnighito

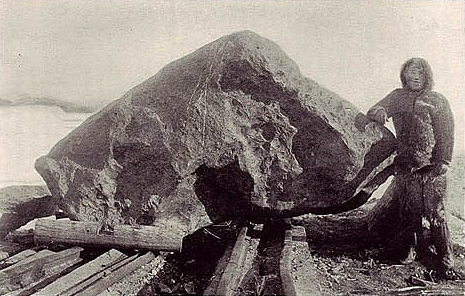
Robert Peary och Ahnighito under transporten till kusten 1896

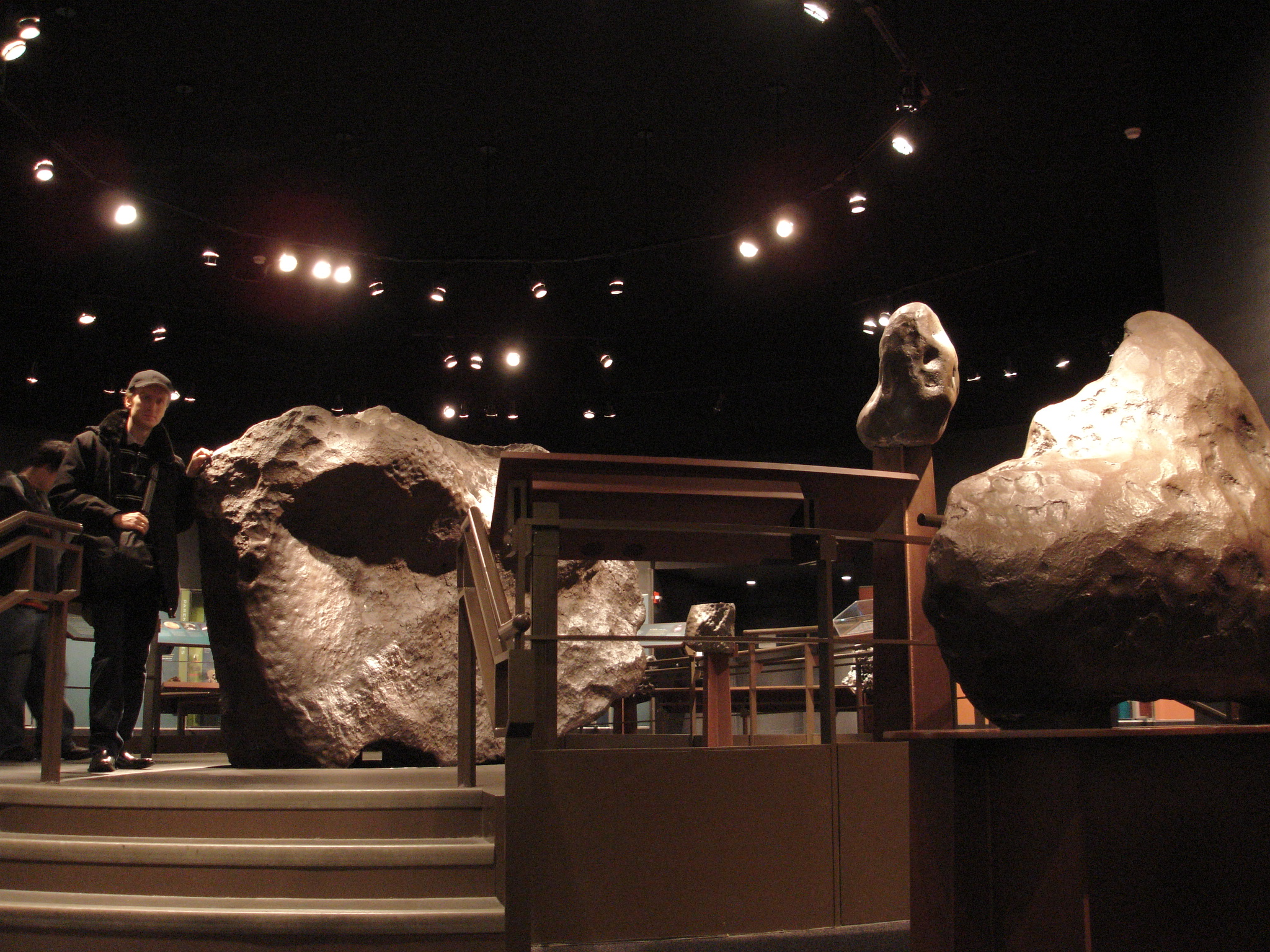
Ahnighito (i bakgrunden till vänster), Woman (i förgrunden till höger) och Dog (på pelaren mellan dem) på American Museum of Natural History

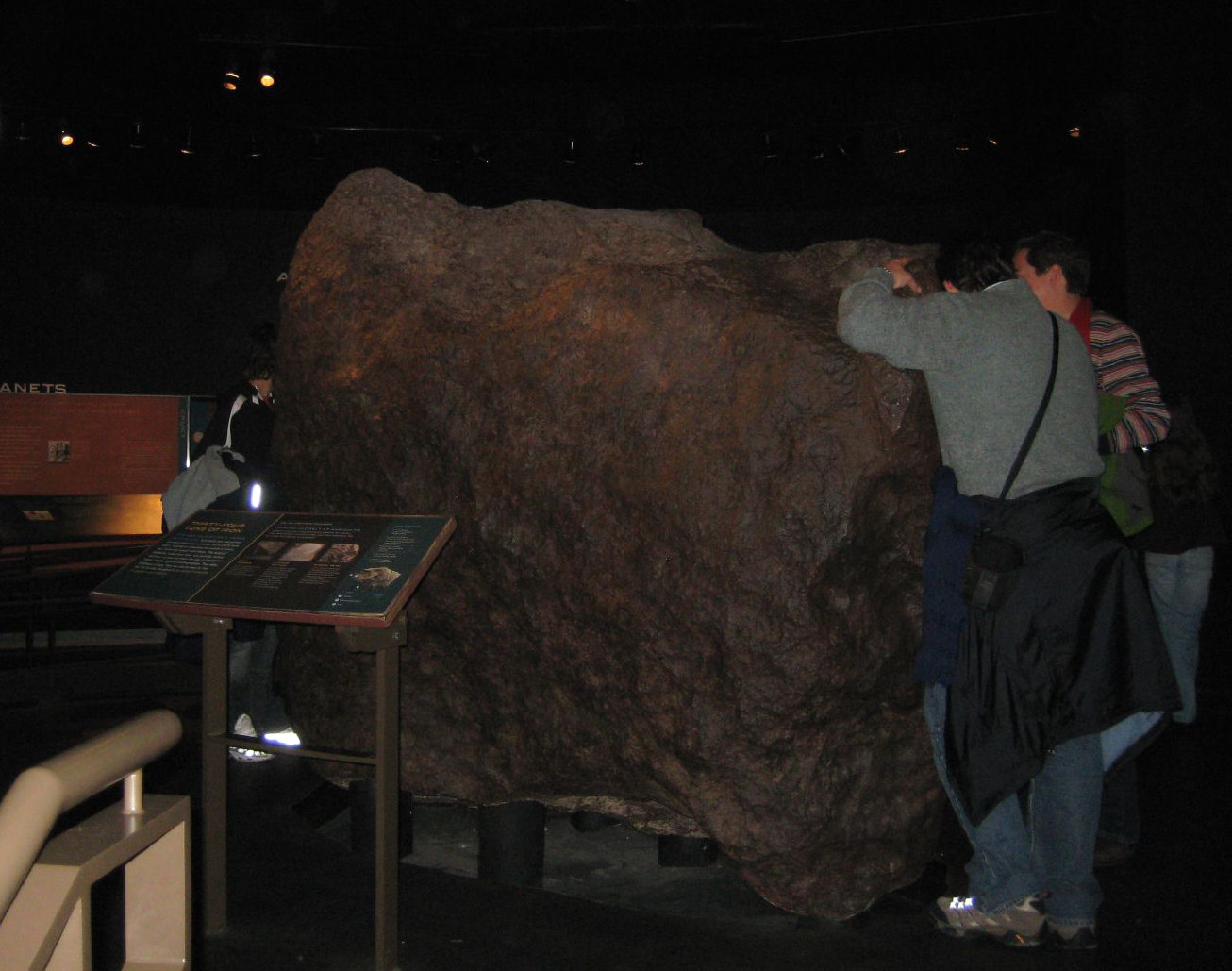
Ahnighito på American Museum of Natural History

Ahnighito (även Tent, "Tältet") är en järnmeteorit. Den har klassificerats som medeloktaedrit tillhörande gruppen III AB och består av 91% järn, 7,58% nickel, 19,2 ppm gallium, 36,0 ppm germanium och 5,0 ppm iridium. Robert Peary hittade den 1894 på Grönland och transporterade den 1897 till New York, liksom han 1895 gjort med de två övriga Kap York-meteoriterna han hittade, Woman och Dog. Idag finns Ahnighito i Arthur Ross Hall of Meteorites på American Museum of Natural History och är världens största meteorit som är utställd i ett museum.
Med en vikt på 30,9 ton är Ahnighito den tredje största kända meteoriten. Den c:a 60 ton tunga Hobameteoriten i Namibia, i närheten av Grootfontein, är den största och på andra plats kommer el Chaco, från Campo del Cielo, på gränsen mellan provinserna Chaco och Santiago del Estero i Argentina som väger c:a 37 ton.